# Mercedes-Benz Classe CLA
Pour un article plus général, voir Liste des véhicules Mercedes-Benz.

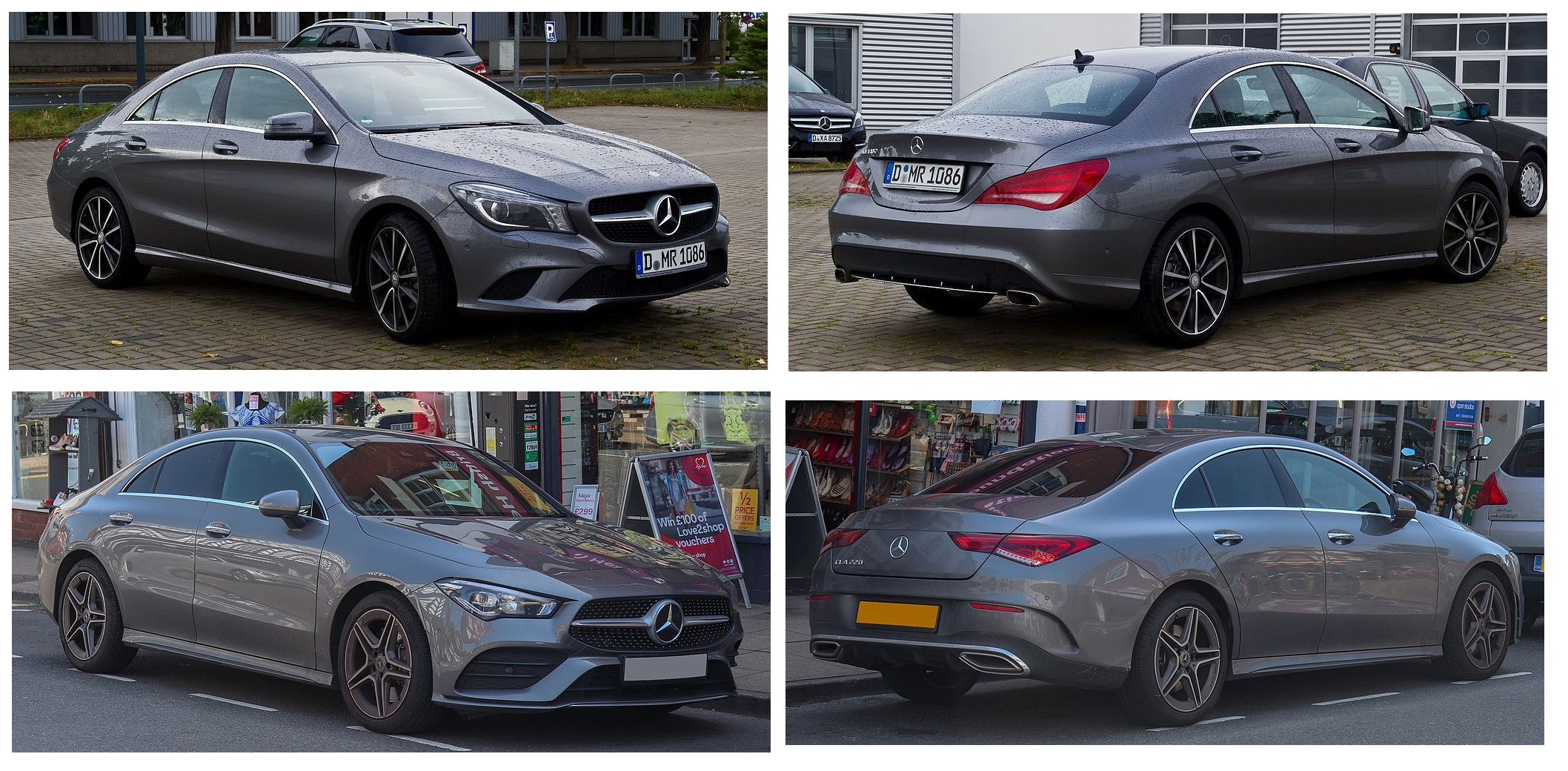
Les Mercedes-Benz Classe CLA.

La Mercedes-Benz Classe CLA est une gamme d'automobile compacte ayant une carrosserie de berline coupé tricorps et Shooting-Brake du constructeur allemand Mercedes-Benz. Dérivée de la Classe A Type 176, elle est produite de 2013 à début 2019 (Type 117), puis une nouvelle version voit le jour en 2019 (Type 118).

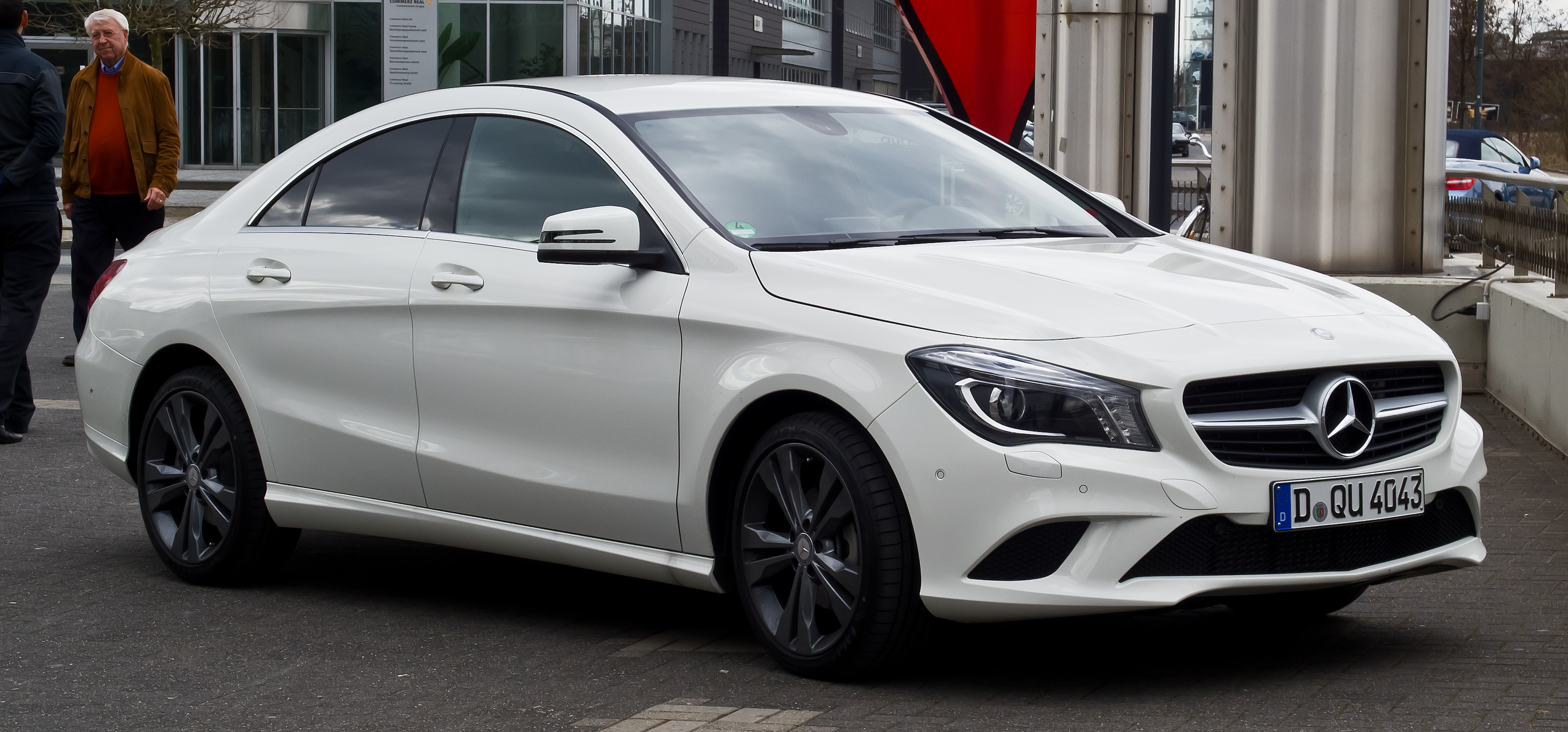
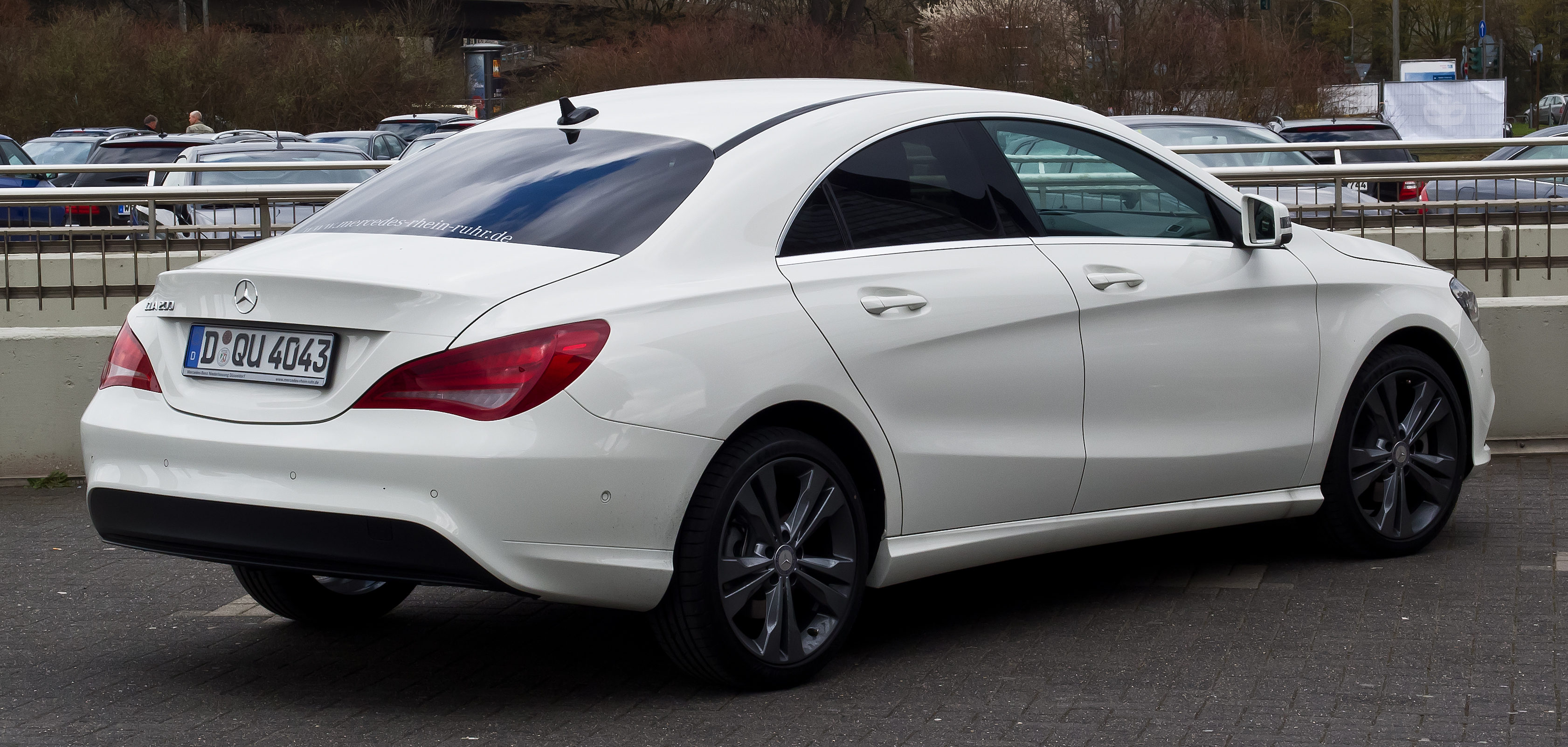
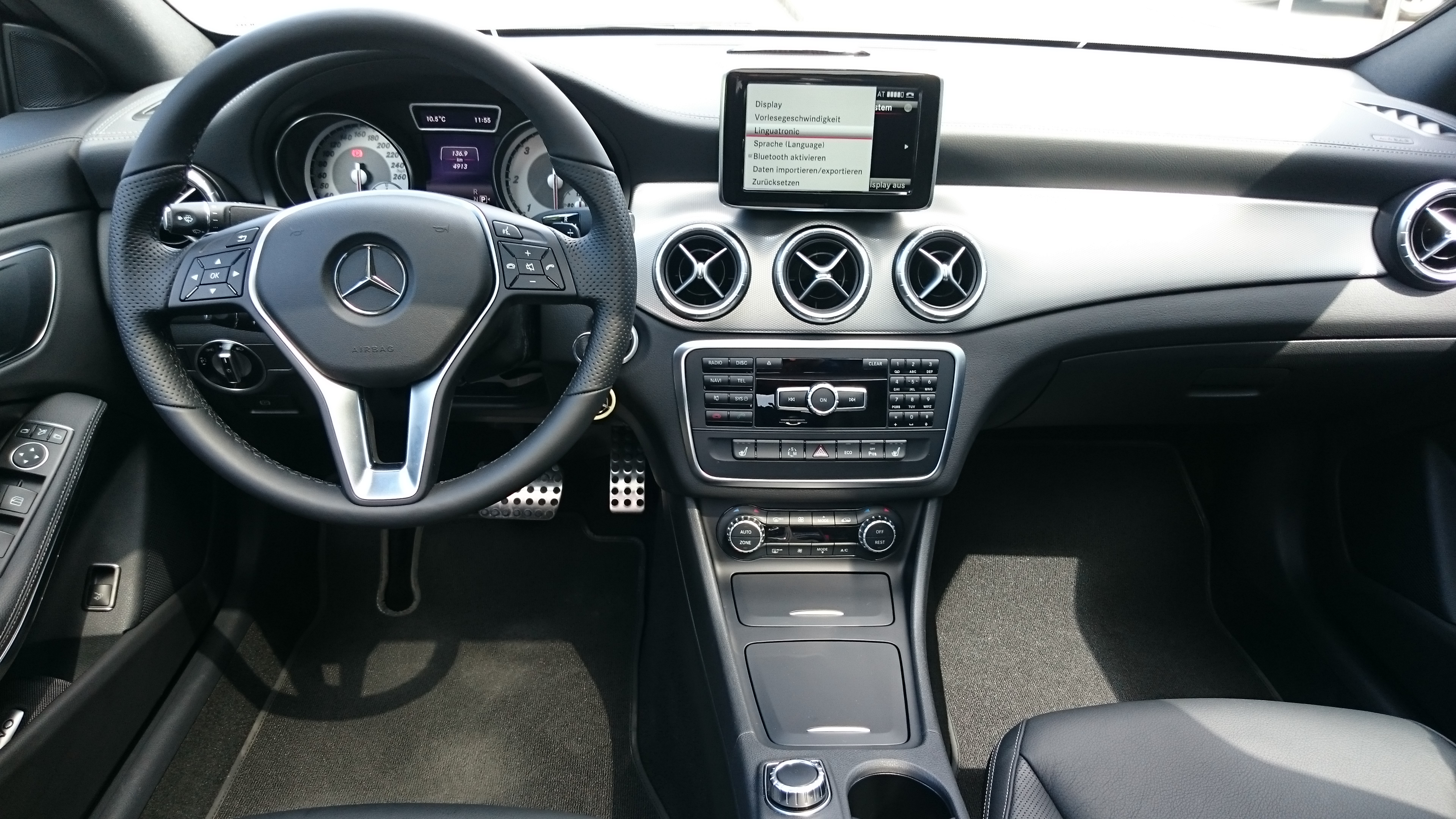

## Histoire
La Classe CLA de Mercedes-Benz, se décline en 2 générations. Elle n'a aucun précurseur.

### Résumé de la Classe CLA
| Générations               | Production          | Dérivés de chez Mercedes-Benz | Modèles similaires      |
| ------------------------- | ------------------- | ----------------------------- | ----------------------- |
| C117 ; X117 (2013 - 2019) | 750 000 exemplaires | Type 176 (A) ; Type 156 (GLA) | Audi A3 Sportback (III) |
| C118 ; X118 (2019 - ...)  | En production       | Type 177 (A) ; Type 247 (GLA) | Audi A3 Sportback (VI)  |

### Avant la Classe CLA

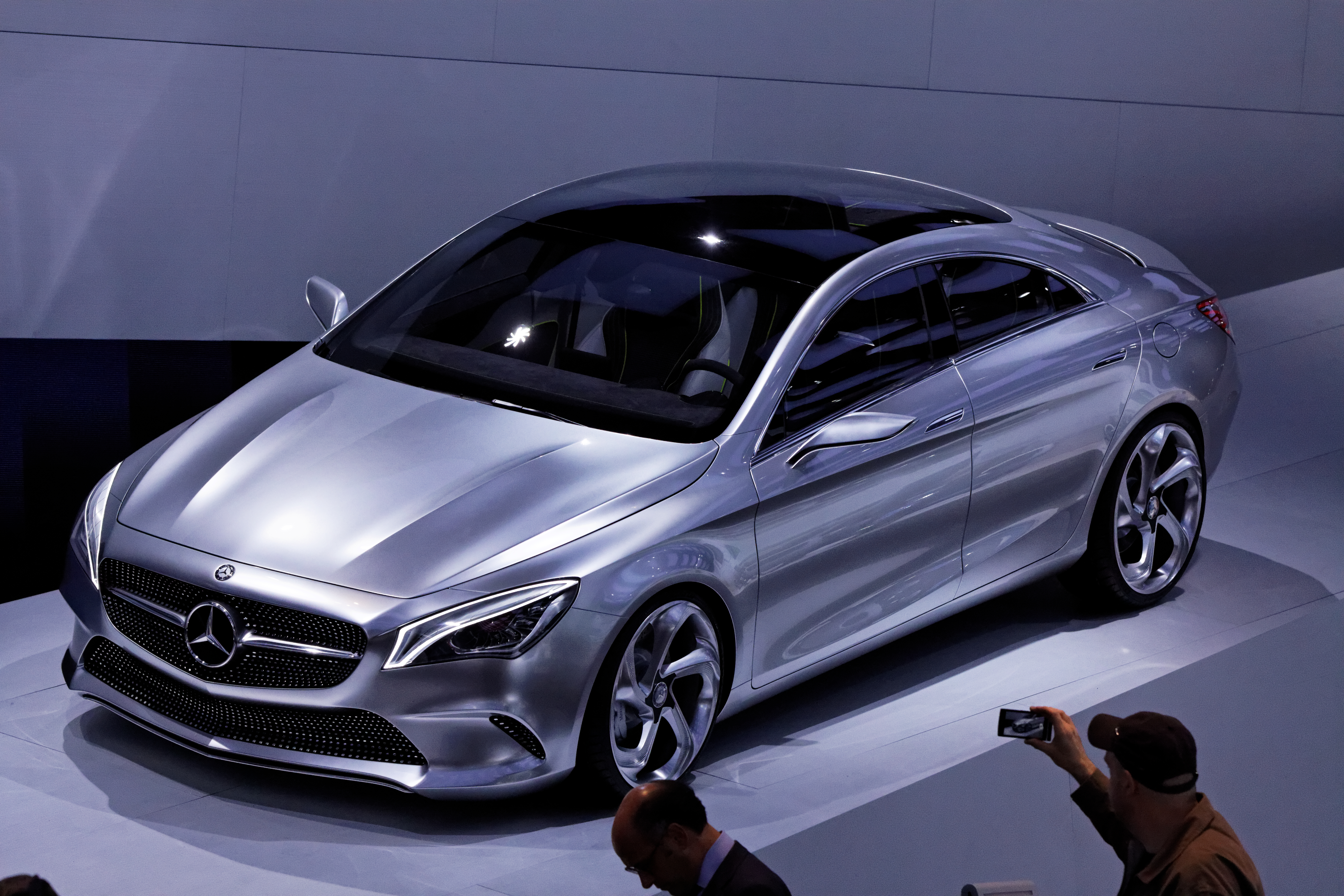
Style Concept Coupé.

- Mercedes-Benz Shooting Brake Concept : concept-car présenté en 2010 dans les salons automobiles avant la sortie officielle du modèle.
- Mercedes-Benz Style Concept Coupé : concept-car présenté en 2012 dans les salons automobiles avant la sortie officielle du modèle.

## 1regénération - Type 117(2013 - 2019)
La Mercedes-Benz Classe CLA Type 117, premier modèle de la Classe CLA, dérive de la Mercedes-Benz Classe A W176. Elle est produite de 2013 à 2019.

### Phase 1
Produite de 2013 à fin 2016.

### Phase 2
A été commercialisée de fin 2016 à début 2019.

### Les différentes carrosseries

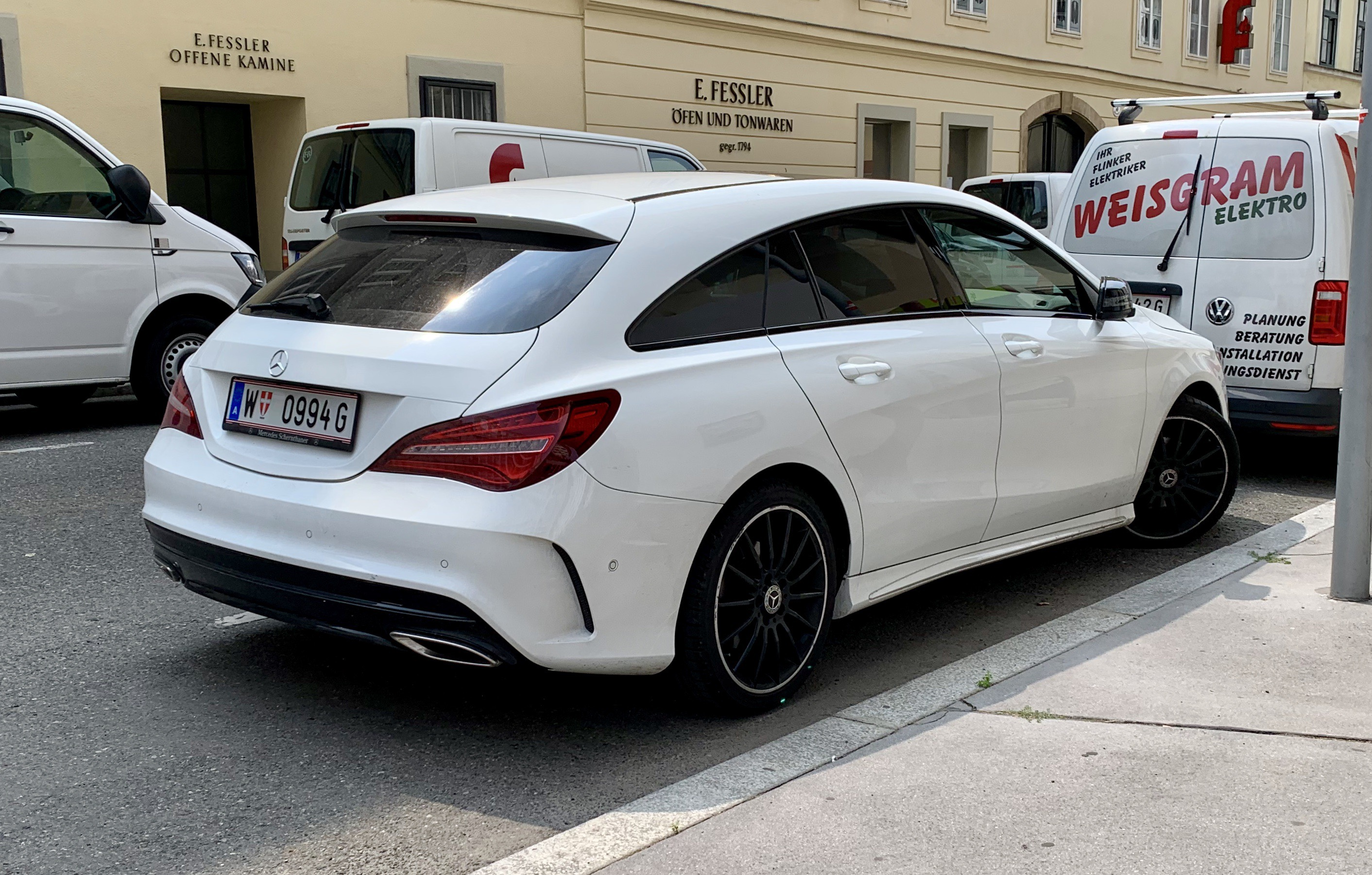
Mercedes-Benz X117 Phase 2.

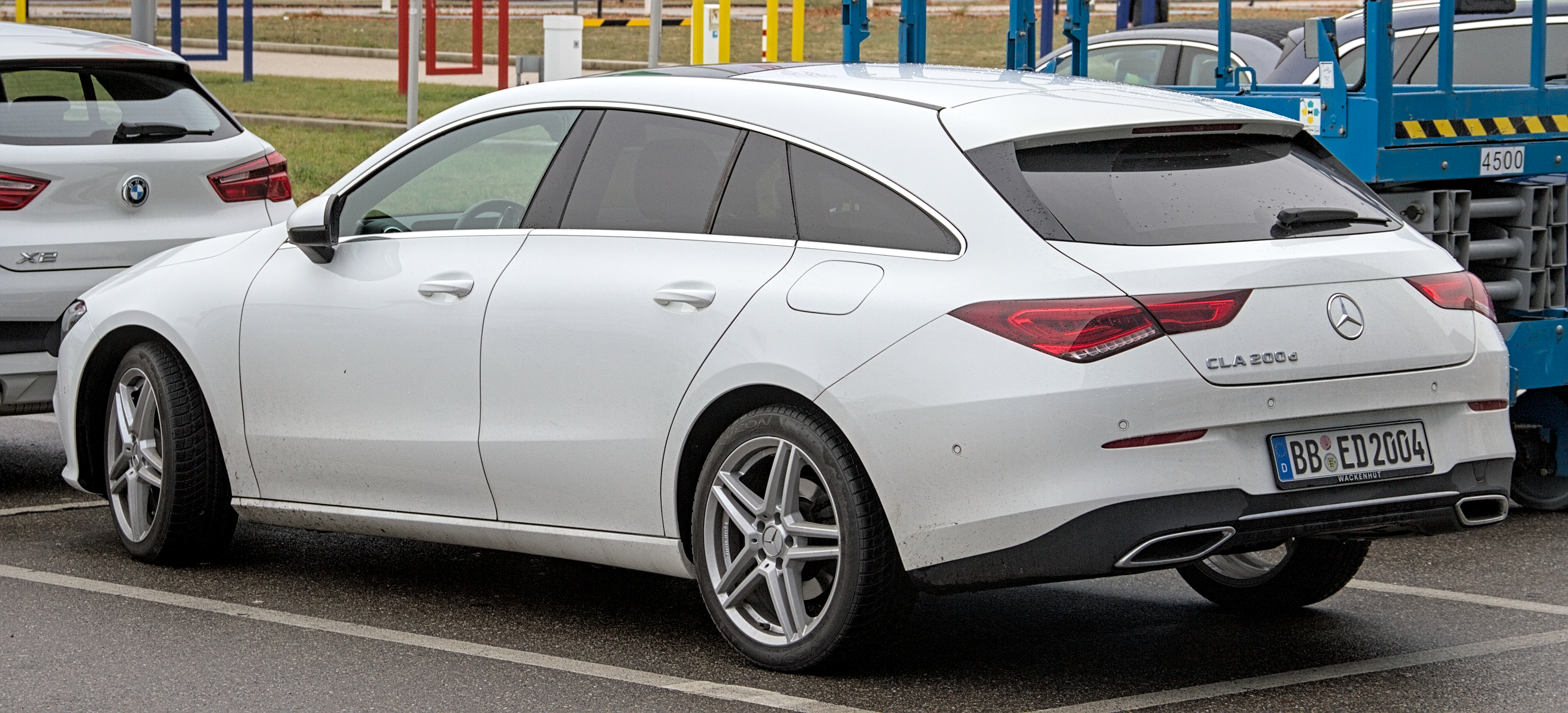
Mercedes-Benz X118.

- Berline coupé tricorps (C117) : carrosserie standard de la gamme. Produite de 2013 à 2019.
- Shooting-Brake (X117) : déclinaison Shooting-Brake (Break coupé) de la Mercedes-Benz C117. Produite de 2015 à 2019.

### Versions spécifiques

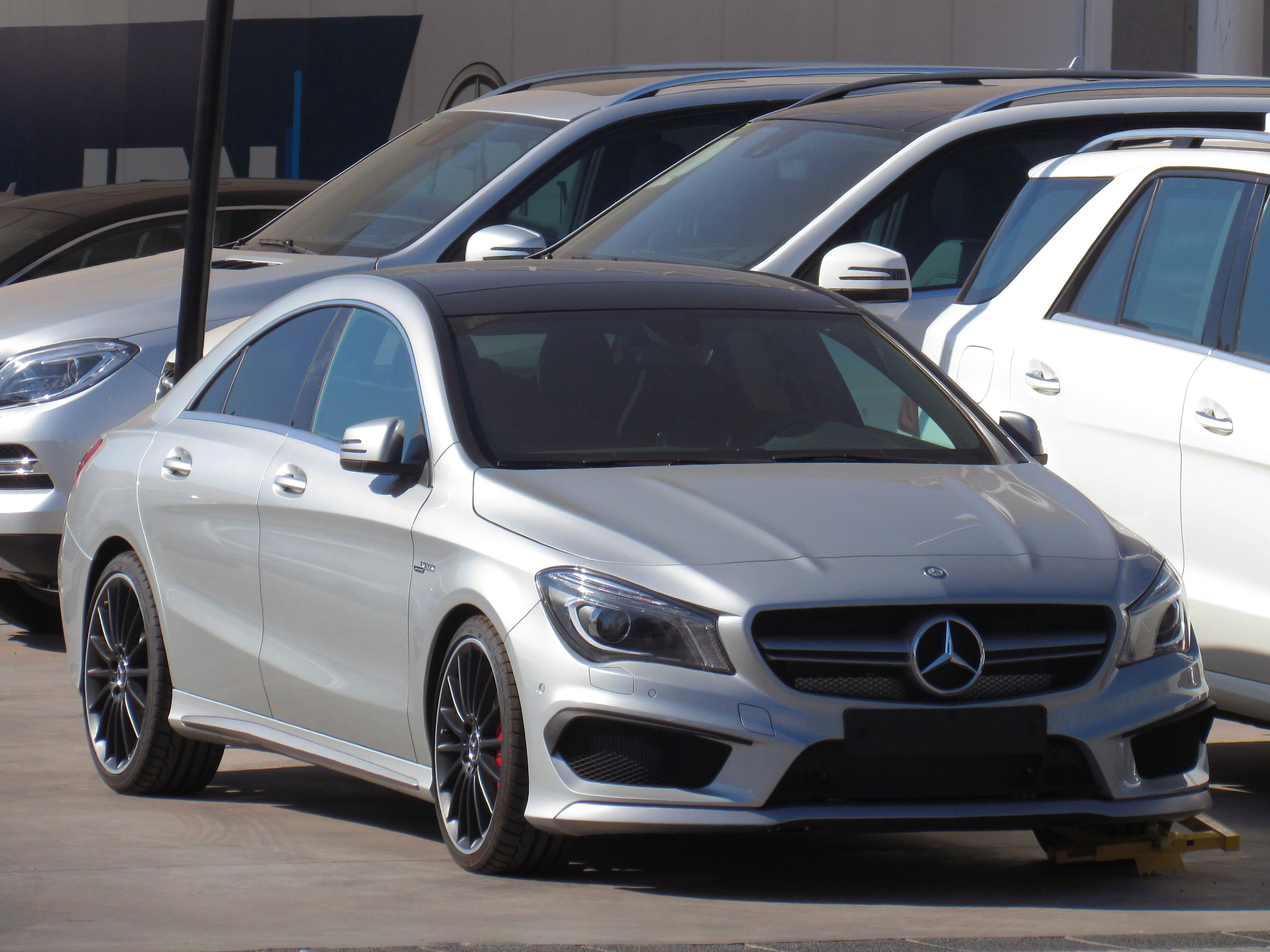
Version AMG.

- C117 / X117 - AMG : versions sportives de la Classe CLA.

## 2egénération - Type 118(2019 - ...)
La Mercedes-Benz Classe CLA Type 118, second modèle de la Classe CLA, dérive de la Mercedes-Benz Classe A W177. Elle est produite depuis début 2019 et a été présentée au Consumer Electronics Show de Las Vegas, aux États-Unis, en janvier 2019.

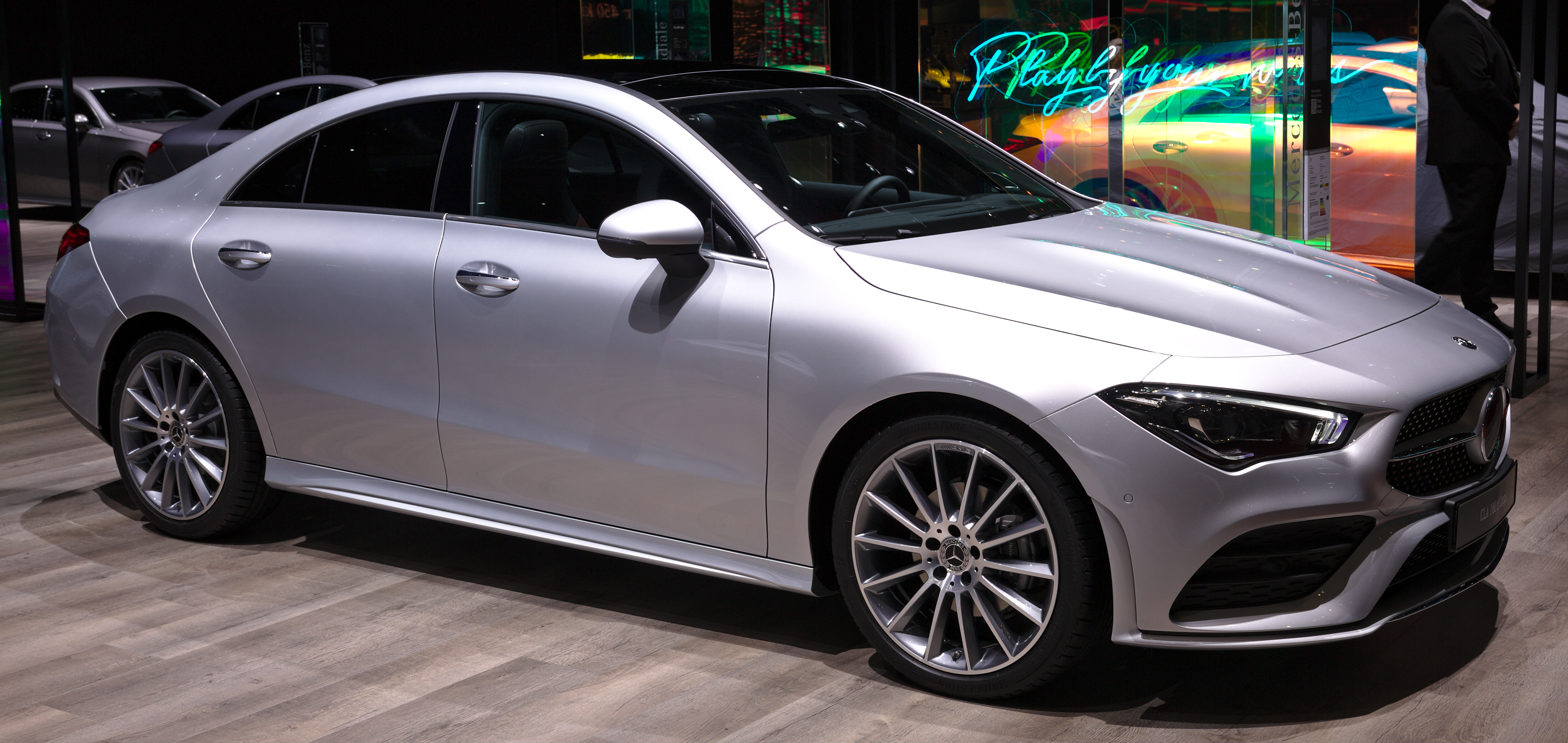
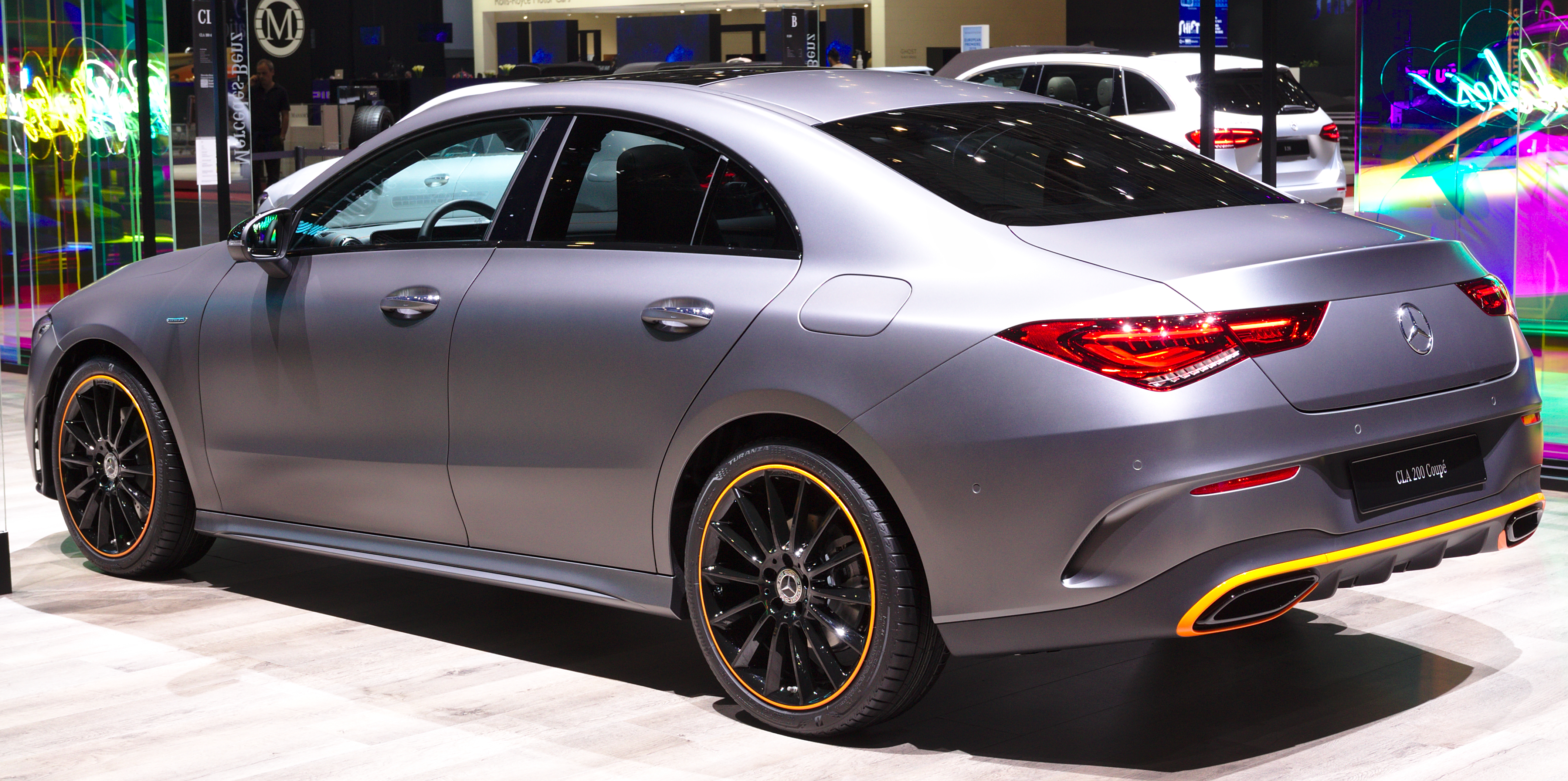
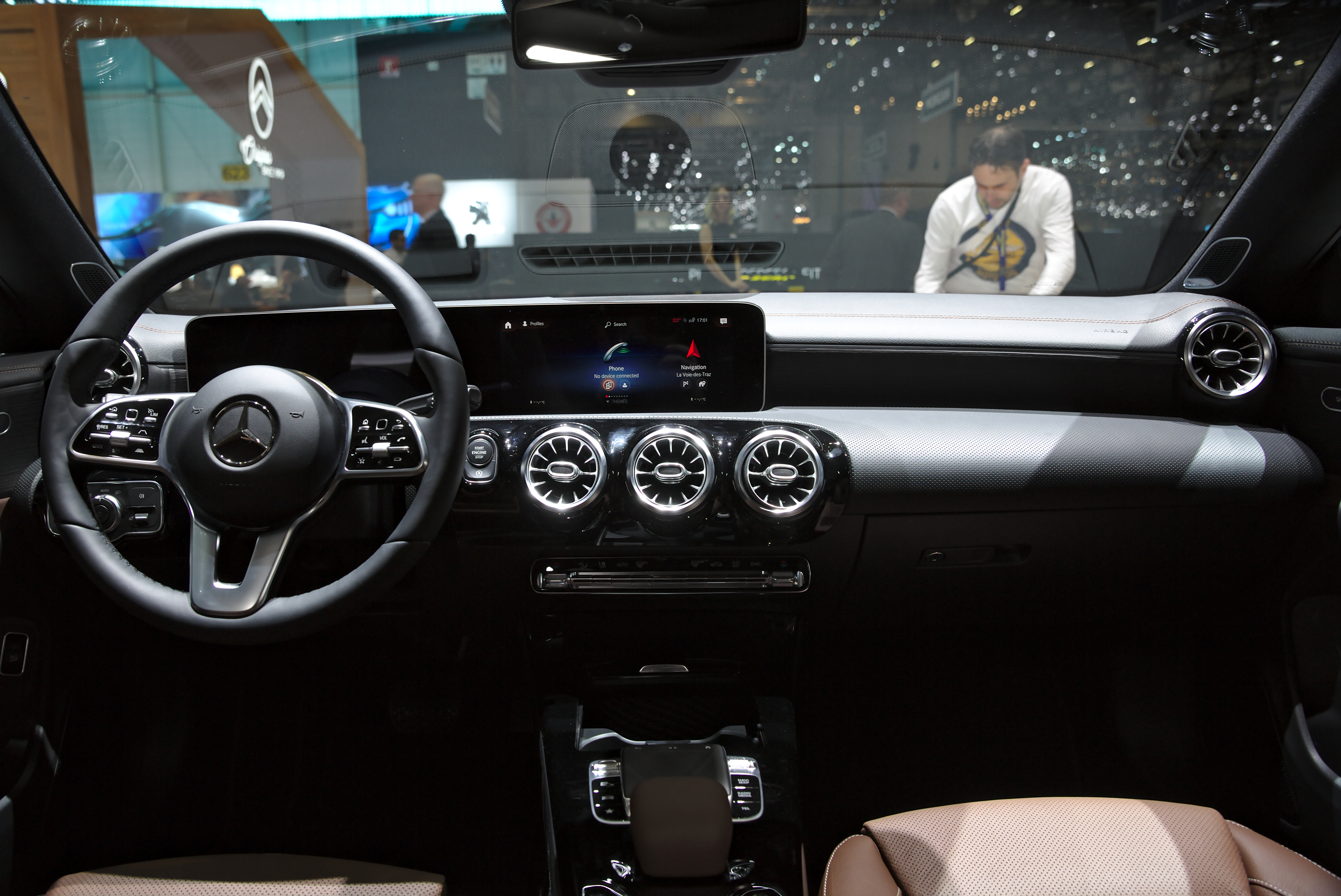

### Les différentes carrosseries
- Berline coupé tricorps (C118) : carrosserie standard de la gamme. Produite depuis début 2019.
- Shooting-Brake (X118) : déclinaison Shooting-Brake (Break coupé) de la Mercedes-Benz C118. Produite depuis mi-2019.

### Versions spécifiques

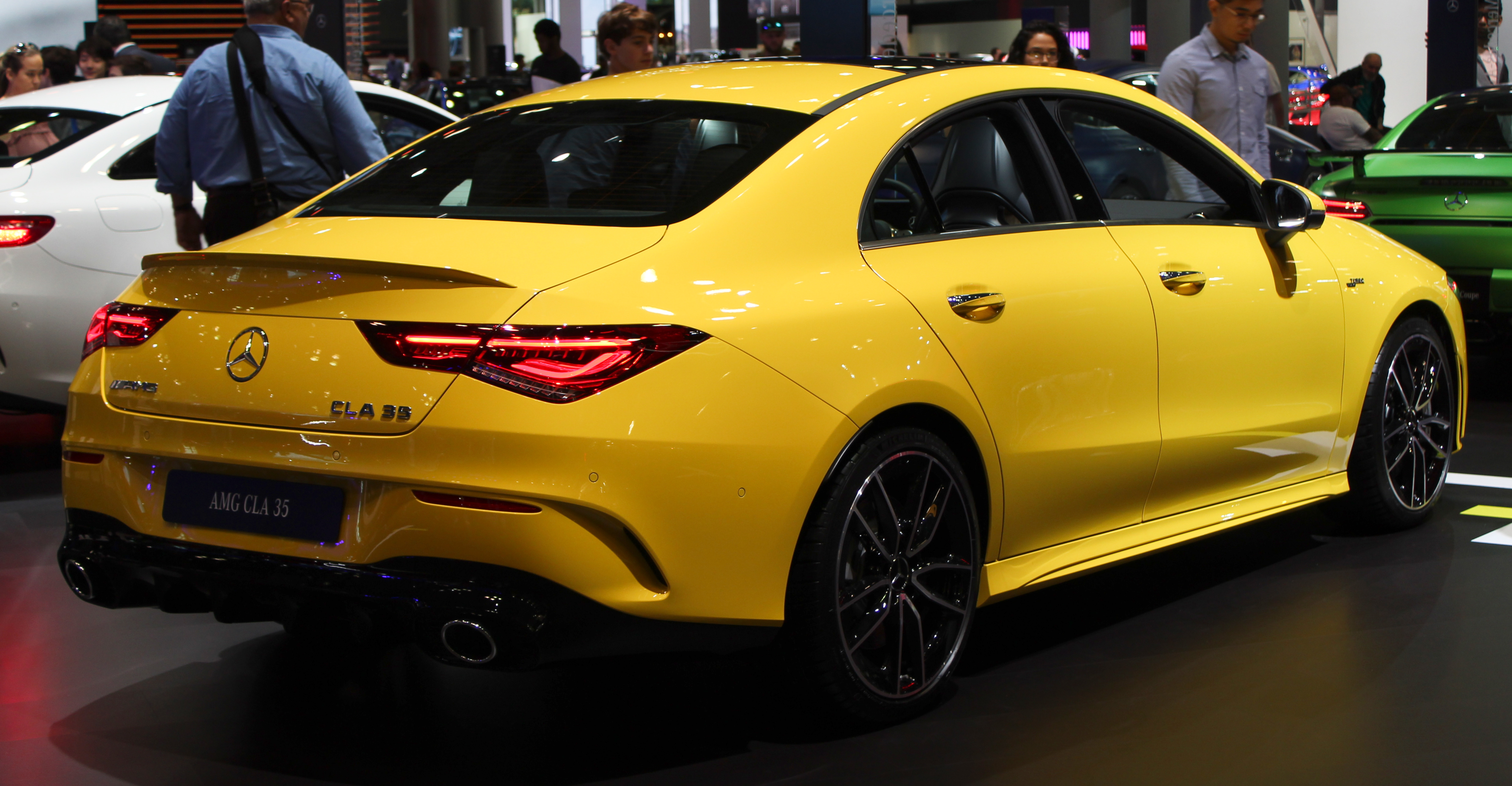
Version AMG.

- C118 / X118 - AMG : versions sportives de la Classe CLA.

En 2019, Mercedes-Benz décide de proposer une version AMG pour la seconde version de CLA. Baptisée CLA 45 AMG, il y aura 2 variantes : une première variante de 387 chevaux et une seconde variante de 421 chevaux (CLA 45 AMG-s).